# Alon Mizrahi
Alon Mizrahi (nació el 22 de noviembre de 1971 en Tel Aviv, Israel) es un exfutbolista israelí que jugaba de delantero y que ostenta el honor de ser el goleador más prolífico del fútbol israelí.
Debutó en 1988 en el Bnei Yehuda Tel Aviv (estuvo en 4 periodos distintos allí), desde entonces ha ido pasando por un gran número de equipo israelíes, Hapoel Tel Aviv, Maccabi Haifa (en 3 periodos), Maccabi Tel Aviv, Beitar Jerusalén, Hapoel Kfar Saba, Maccabi Ahi Nazareth Football Club, Hapoel Be'er Sheva. También estuvo en la 1999-00 en el Niza francés.

## Récords
- En agosto de 2004, Alon Mizrahi anotó su gol n.º 207 en la Ligat ha'Al, primera división israelí, superando al legendario Oded Machnas para convertirse, así, en el máximo goleador de la historia en Israel.
- Mizrahi ha promediado un increíble promedio de 1 gol cada 2 partidos durante toda su carrera.
- Mizrahi ganó 4 veces el título de máximo goleador, 2 veces en Bnei Yehuda Tel Aviv y otras 2 con Maccabi Haifa.
- Mizrahi ganó 2 ligas (1 con Bnei Yehuda Tel Aviv y otra con Maccabi Haifa), 2 copas (con Maccabi Haifa) y participó en 2 ocasiones en la Recopa de Europa con el Maccabi Haifa.
- Mizrahi marcó 28 goles en la temporada 1993-94 con el Maccabi Haifa. Este es el récord de goles en una temporada.
- Mizrahi disputó 38 partidos con la selección y marcó 17 goles.
- Mizrahi marcó 15 goles en competiciones europeas.

Como curiosidad, decir que debido al peculiar humor de Mizrahi, publicó un libro titulado "HuTsa Me'HeKshero" o "הוצא מהקשרו" que significa fuera de contexto. Su sentido del humor es comparado con el de Francesco Totti en Italia.[cita requerida]
- Datos: Q2464025
- Multimedia: Alon Mizrahi / Q2464025